# Акроболисты
Акроболисты (от греч. ἀκροβολιστής — конный воин с метательным оружием) — у древних греков отряды легкой конницы, вооружённые луками или дротиками. Применялись в качестве сторожевых отрядов. В сражении первыми атаковали неприятеля, преследовали отступавших, вели заградительный огонь при собственном отступлении. Помимо метательного оружия имели при себе небольшие мечи или топорики, из брони иногда носили кожаный нагрудник и небольшой щит.
К акроболистам относили тарентинцев, критских конных лучников и другие подобные отряды.
Русскоязычный термин не был широко распространён. Он был использован в переводе «Истории конницы» Денисона, впервые опубликованной в 1897 году. Синонимом, использованным в других изданиях, является «метатели». Отдельно для конных лучников может использоваться термин гиппотоксоты.